# 公孫僑半尾花介
公孫僑半尾花介（学名：Semicytherura gunshenchiaoi）为尾花介科半尾花介屬下的一个种。